# Acalypha oligantha
Acalypha oligantha é uma espécie de flor do gênero Acalypha, pertencente à família Euphorbiaceae.